# Calabozo
Calabozo – miasto w Wenezueli w stanie Guárico; 153 tys. mieszkańców (2006). W mieście znajduje się port lotniczy Calabozo.